# Caricea rubricornis
Caricea rubricornis är en tvåvingeart som först beskrevs av Zetterstedt 1849.  Caricea rubricornis ingår i släktet Caricea och familjen husflugor. Inga underarter finns listade i Catalogue of Life.